# TAC House
La TAC House est un gratte-ciel de 100 mètres de hauteur construit à Melbourne en Australie en 1989 .
Il abrite des bureaux sur 26 étages.
L'architecte est l'agence australienne Denton Corker Marshall Pty Ltd